# No-Relax
No-Relax fue un grupo italo-español de punk rock, fundado por José Miguel Redin (Joxemi) y Micky (cantante italiana) en 2003 y comenzaron su andadura en 2004 con el álbum Gridalo! que le dio nacimiento. No Relax ha elegido la vía independiente para darse a conocer. El grupo tiene ya cuatro trabajos discográficos editados: Gridalo! (2004), Virus de Rebelión (2006), Indomabile (2008), y Animalibre (2011). Han hecho giras por diferentes países europeos como Italia, Alemania, Suiza, Austria y España, además de haber viajado en un par de ocasiones a Argentina. 
Tienen algunos videoclips: "Aún puedes gritar", "016", "Fuera de control", "Persona normal", "Lágrimas quemadas", que han sido publicados por ellos mismos en YouTube. Y otros hechos por sus fanes como "El filósofo y el cardenal", "Continueró", "Más fuerte caerán", "El abandono", "No somos diferentes", "Himnorelax"  y "Cosas del directo". La variedad en la procedencia de parte de los integrantes de la banda, han dado al grupo un matiz diferente con canciones en italiano y en español, con un umbral de géneros mezclados de punk y rock & roll, mezclados con varios estilos como el Hardcore, el Street-Punk, y un dejo de Swing y Ska.
Durante 2009 giraron con Eduardo Beaumont (El Piñas), bajista de Marea, y para la grabación de su nuevo CD "Animalibre" han contado con la ayuda de Julio César Sánchez (Ska-p) al bajo.
La temática de sus letras es muy variada, como la denuncia social de temas actuales, ecologistas o animalistas, y temas más introspectivos o personales.
En enero de 2016 Micky hizo un comunicado en su página oficial de Facebook, en donde indica que «No Relax es un capítulo cerrado de mi vida (que por supuesto nunca olvidaré y siempre echaré de menos..)» en donde da a entender el fin de la banda italo-española.

## Integrantes
- Micky (Michela Paiano) - Voz y coros
- Joxemi (José Miguel Redin) - Guitarra y voz (guitarrista de Ska-P)
- Marco Esposito -  Batería (Temporal)
- Julitros (Julio César Sánchez) - Bajo (bajista de Ska-P)

## Discografía
Gridalo! (2004) 
- 1. Continuerò (2:31)
- 2. Buonanotte (2:25)
- 3. Gridalo (3:16)
- 4. Al macello (1:52)
- 5. Super acqua (2:48)
- 6. Sparatevi un colpo (2:21)
- 7. Fottiti (2:26)
- 8. Se mi consentirá (2:28)
- 9. Eccesso decesso (3:04)
- 10. Nessun rimpianto (2:29)
- 11. Il filosofo e il cardinale (4:08)
- 12. Sotto processo (2:47)
- 13. Sin arreglo (3:32)
- 14. Dejavou (0:13)

Cinco temas extra en español:
- 1. Levántate.
- 2. Volveré.
- 3. Super Agua.
- 4. Al matadero.
- 5. El filósofo y el Cardenal.

Virus de Rebelión (2006) 
- 1. Himnorelax.(3:41)
- 2. Fuera de control.(3:30)
- 3. Controguerra.(3:47)
- 4. Voy a escapar.(4:19)
- 5. Buenas tardes.(2:21)
- 6. Nana.(4:18)
- 7. No somos diferentes.(4:10)
- 8. Aún puedes gritar.(3:59)
- 9. El abandono.(4:14)
- 10. Sin respiro.(3:22)
- 11. Invasión.(3:53)
- 12. No disparar al guitarrista.(2:10)
- 13. Rock & roll radio.(3:22)

Indomabile (2008)
- 1. Carne fresca. (3:21)
- 2. Persona normal. (3:25)
- 3. El último viaje. (3:45)
- 4. Loco loco. (3:23)
- 5. Maldito progreso. (3:23)
- 6. 016. (3:28)
- 7. A la caldera. (3:41)
- 8. Prisión mental. (3:31)
- 9. Imagen perfecta. (3:30)
- 10. María. (3:01)
- 11. Indomabile. (2:44)
- 12. A Dios rogando y con el rabo dando. (3:24)
- 13. Más fuerte caerán. (2:20)

ANIMALibre (2011)
- 1. Fuego de manantial
- 2. Campeón
- 3. Lágrimas quemadas
- 4. Animalibre
- 5. Nuoto o Muoio
- 6. Hijos de la tierra
- 7. Mundo cabrón
- 8. Anima caliente
- 9. Aguantando sin llorar
- 10. Cosas del directo
- 11. Gabbie di sangue
- 12. No olvidamos
- 13. Animalibre (en italiano)

## Videoclips
- Continuero (Levántate en español)
- Aún puedes gritar
- Fuera de control
- Persona normal
- 016
- Lágrimas quemadas
- El filósofo y el Cardenal

## rnos
- Página web oficial del grupo
- Facebook NO RELAX OFFICIAL
- Myspace de No-Relax
- Foro oficial del grupo

- Datos: Q655206